# Кровавый день рождения
Кровавый день рождения (англ. Bloody Birthday) — американский фильм ужасов в жанре «слэшер». фильм был снят Эдом Хантом в 1981 году, продюсером стал Джералд Т. Олсон. В фильме снимались Сюзан Страсберг, Хосе Феррер и Лори Летин. Сюжет повествует о трех детях, родившихся в один день во время солнечного затмения, которые начинают совершать убийства в свой десятый день рождения. Несмотря на неоднозначные отзывы, фильм приобрел культовый статус.

## Сюжет
9 июня 1970 года в больнице Южной Калифорнии во время солнечного затмения одновременно родились три ребёнка — Кёртис Тейлор, Дебби Броуди и Стивен Сетон.
Десять лет спустя, 1 июня 1980 года, молодая пара была убита на кладбище неизвестными. На следующий день городской шериф и отец Дебби, Джеймс Броуди, отправляется в местную начальную школу, где учатся вместе Дебби, Кёртис и Стивен. Шериф Броуди показывает классу ручку от скакалки, найденную на месте преступления, но не получает никакой новой информации и уходит. Позже, после школы, Дебби играет на заднем дворе с Кертисом и Стивеном. После того, как Дебби показывает отцу, что на её скакалке нет ручки, она заставляет Стивена забить его до смерти бейсбольной битой, и дети притворяются, что смерть стала результатом несчастного случая. Однако Дебби замечает, что их одноклассник, Тимми Рассел, стал свидетелем убийства.
После похорон шерифа Кёртис и Стивен заманивают Тимми на свалку и запирают его в старом холодильнике. Тимми удается сбежать и он пытается рассказать о случившемся своей старшей сестре Джойс, но она ему не верит. Несколько дней спустя Кёртис убивает школьную учительницу, мисс Дэвис. Дети снова пытаются убить Тимми и Джойс, но терпят неудачу. В этот же вечер Джойс беседует с Тимми о гороскопах, говоря, что, поскольку солнечное затмение, произошедшее во время рождения этих детей, заблокировало Сатурн, планету, отвечающую за то, как человек относится к другим людям, то в их личности чего-то не хватает. Тем временем Кёртис убивает ещё одну молодую пару, целующуюся в фургоне.
На детском дне рождения 9 июня Кёртис обманом заставляет Джойс поверить, что он отравил торт, чтобы выставить её в глазах всех сумасшедшей. Тем же вечером старшая сестра Дебби, Беверли, обнаруживает альбом, принадлежащий Дебби, в котором находятся фотографии и новостные статьи об убийствах, совершенных ею и её друзьями. Она говорит с Дебби по этому поводу, но Дебби лжёт и говорит, что альбом принадлежит Кёртису. В ту ночь Дебби убивает Беверли и просит Кёртиса и Стивена помочь ей вынести тело из дома, чтобы отвести подозрения.
После похорон Беверли Кёртис, Стивен и Дебби снова пытаются убить Тимми, пока не вмешивается Джойс. Дебби снова обвиняет Кёртиса и Стивена, чтобы выглядеть невиновной. Джойс угрожает вызвать полицию, но Кёртис говорит, что они сочтут её сумасшедшей из-за инцидента на вечеринке по случаю дня рождения, и разъярённая Джойс отпускает их.
На следующий день Дебби просит Джойс посидеть с ней, на что та соглашается, не подозревая о подстроенной ловушке. После того, как Джойс и Тимми приезжают в дом Дебби, она впускает Кёртиса и Стивена через заднюю дверь. Кертис и Стивен пытаются убить Джойс и Тимми, но Дебби дает отпор и они успешно усмиряют двоих детей и вызывают полицию, которая арестовывает Кёртиса и Стивена на следующее утро.
Некоторое время спустя Дебби и её мать переезжают в другой город и останавливаются в мотеле, где Дебби теперь живёт под именем «Бет». Бет, играющая с домкратом, обещает отныне быть хорошей девочкой. Они вдвоем уходят и камера поворачивается, чтобы показать мертвого механика под грузовиком.

## В ролях
- Лори Летин — Джойс Рассел
- К. Ч. Мартел — Тимми Рассел, брат Джойс
- Элизабет Хой — Дэбби Броуди
- Билли Джейн — Кёртис Тейлор
- Энди Фриман — Стивен Сетон
- Бёрт Крамер — шериф Джеймс Броуди, отец Дэбби
- Мелинда Корделл — миссис Броуди, мать Дэбби